# Megachile portalis
Megachile portalis är en biart som beskrevs av Cockerell 1913. Megachile portalis ingår i släktet tapetserarbin, och familjen buksamlarbin. Inga underarter finns listade i Catalogue of Life.